# Blutstillung
Als Blutstillung werden all jene Maßnahmen oder Vorgänge bezeichnet, die eine Blutung stoppen bzw. zum Stillstand bringen. Neben den körpereigenen Blutstillungsmechanismen (Hämostase) gibt es verschiedene medizinische Praktiken, die mechanisch, thermisch oder mittels Hochspannung zu einer Versiegelung eröffneter Blutgefäße führen. Arzneistoffe und medizinische Hilfsmittel zur Blutstillung werden als Hämostatika, Hämostyptika oder Antihämorrhagika bezeichnet. Ursprünglich wurde mit dem Wort stillen die Hemmung einer Bewegung (also einer Blutung) gemeint.

## Notfallmedizinische Maßnahmen
In der Notfallmedizin kann durch das Hochlagern verletzter Körperteile der Blutdruck an der Blutungsstelle vermindert werden. Üblicherweise wird ein Verband bzw. Druckverband auf der Wunde angelegt, welcher meistens ausreicht. Unter einer festen Umwickelung können Gaze-Polster aufgelegt werden, um den Druck zu erhöhen. Möglich ist weiterhin eine proximale Kompression der Arterie, ein Zudrücken der Arterie körpernah von der Blutung. Sinnvoll sind hierfür bestimmte anatomische Punkte, wo ein knöchernes Widerlager besteht (Arteria subclavia, Arteria brachialis, Arteria temporalis superficialis, Arteria femoralis und Arteria poplitea). Das Abbinden wird eingesetzt, wenn durch Druck keine adäquate Blutstillung erreicht werden kann. Das Abklemmen von Gefäßen ist in der Notfallmedizin normalerweise nicht angezeigt.

## Chirurgie
Mittels Fibrinklebers bzw. Gewebeklebers kann eine chirurgische Naht vermieden werden, da die Substanz die Wundränder zusammenklebt und durch die physiologische Wundheilung abgelöst wird, ohne dass die Wunde sich wieder öffnet. Damit können empfindliche Gewebe geschont werden. In der Zahnmedizin wird der Fibrinkleber zum Teil mit einem Kollagenvlies kombiniert. Oxidierte Zellulose kann ebenfalls den Beginn der Hämostase herbeiführen.
In der Chirurgie können Gefäße abgebunden (Ligatur) oder mittels „Umstechung“ (Z-förmige Naht um das Blutgefäß herum) verschlossen, größere Gefäße auch genäht werden. Kleinere diffuse Blutungen werden lokal tamponiert, Schleimhautblutungen verätzt. Die Unterbindung größerer Gefäße findet sich erstmals bei Aulus Cornelius Celsus im 1. Jahrhundert. Im Altertum wurden zuvor Blutstillungen mittels Verätzung, durch Verkochung oder mit Druckverbänden erzielt. Antyllos, ein griechischer Arzt der Antike, beschrieb als Maßnahmen zur Blutstillung die Torsion, die Ligatur und die Verwendung von Glüheisen. Auch Abulcasis beschrieb im 10. Jahrhundert die alten Lehren von der Blutstillung; so auch die Unterbindung. Ambroise Paré systematisierte die Methoden der Gefäßunterbindung statt der Blutstillung mittels Glüheisen und Stiptica. Zur Tamponade werden heute auch mit Adrenalin getränkte Tupfer eingesetzt, dadurch wird ein Zusammenziehen der Adern (Vasokonstriktion) bewirkt. Hohlorgane und tiefe Wunden können insgesamt tamponiert werden.
Es werden zur Blutstillung auch physikalische Methoden (Kauterisation) eingesetzt. Bei der monopolaren HF-Chirurgie (Hochfrequenzchirurgie) wird an die Instrumente (z. B. das Elektroskalpell, Kauter) Wechselstrom mit hoher Frequenz angelegt, wobei in dem geschnittenen Gewebe sogleich oberflächlich die Koagulation einsetzt, das heißt, die Blutung gestillt wird. Zum Abtragen größerer Gewebemengen wird die Tiefenkoagulation genutzt, bei der das Gewebe in der Tiefe, die durch die Stromstärke bestimmt wird, großflächig erhitzt wird und später abgetragen werden kann. Bei der bipolaren HF-Chirurgie wird zwischen zwei Elektroden eine Hochfrequenzspannung angelegt, und die aufgrund des elektrischen Widerstands entstehende Wärmeenergie führt zu einer thermischen Versiegelung des Gewebes bzw. Blutgefäßes. Zum Teil werden auch noch direkte thermische Kauterisierungsverfahren eingesetzt, indem eine heiße Glühwendel (Thermokauter) an den Ort der Blutung gesetzt wird.
Mit einem Argon-Beamer kann endoskopisch eine Blutstillung herbeigeführt werden. Über einen Katheter können bei sehr schweren Blutungen flüssige Kunststoffe, Kunststoffkügelchen oder Fibrinschwämme an die Blutungsstelle gebracht werden, was als Embolisation bezeichnet wird.
Zur mechanischen Blutstillung bei Knochenschäden kommt Knochenwachs, häufig eine Mischung aus sterilisiertem Bienenwachs und Vaseline, zum Einsatz, mit dem die feinen Poren der Knochenschwammsubstanz (Spongiosa) verschlossen werden.

## Systemische Blutstillung
Zur systemischen Blutstillung werden Lysinanaloga, z. B. Tranexamsäure, sowie Aprotinin, beides Inhibitoren der Fibrinolyse, verwandt.
Bei Gerinnungsstörungen infolge des Fehlens von Blutgerinnungsfaktoren oder Thrombozyten werden Blutplasma, gentechnisch erzeugte Gerinnungsfaktoren bzw. Thrombozytenkonzentrate eingesetzt. Bei Vergiftungen mit blutgerinnungshemmenden Substanzen finden entsprechende Antidots Einsatz, beispielsweise Vitamin K bei Cumarin-Vergiftungen.